# Анорексия (симптом)
Тази статия се отнася за медицинския симптом понижен апетит. За заболяването вижте статията „Нервна анорексия“.
Анорексия (от гръцки: α(ν), a(n) – „липса на“ и όρεξη, orexe – „апетит“) е медицински симптом, характеризиращ се с намалено усещане за апетит. В ежедневния език този термин се използва за назоваване на болестта анорексия нервоза, а симптомът се нарича намален апетит, липса на апетит или безапетитие. В специализираната научна литература анорексия се нарича симптомът (липсата на апетит), а нервна анорексия – заболяването. 
Съществуват различни причини за липсата на апетит. Някои от тях са безобидни, други представляват сериозен риск за здравето.

## Причини за безапетитие
Липсата на апетит е характерно състояние за всички хора след хранене. Съществуват обаче редица заболявания, които причиняват (опасно) безапетитие: нервна анорексия, остра депресия, рак, деменция, СПИН, хронична бъбречна недостатъчност. Липсата на апетит може да бъде предизвикана и от употребата на някои лекарства, предимно стимуланти и приспивателни.
При апендицит основният симптом е болката в корема, но практически винаги се наблюдава и липса на апетит, понякога съпътствана от повръщане.
Някои лекарства, например антидепресантите, могат като страничен ефект да намалят апетита. Особено силни в това отношение са химикалите от фенилетиламиновата група, заради което множество болни от нервна анорексия се опитват да си ги доставят с цел потискане на апетита. Такива лекарства са Ritalin, Adderall, Dexedrine и Desoxyn. В някои случаи те се изписват на пациенти, на които предстои операция, изискваща обща анестезия. Това е профилактична мярка, за да се избегне връщането на храна по хранопровода, която би могла да попадне във въздухоносните пътища и да доведе до задушаване на пациента по време на операцията.
|  | Тази страница частично или изцяло представлява превод на страницата Anorexia (symptom) в Уикипедия на английски. Оригиналният текст, както и този превод, са защитени от Лиценза „Криейтив Комънс – Признание – Споделяне на споделеното“, а за съдържание, създадено преди юни 2009 година – от Лиценза за свободна документация на ГНУ. Прегледайте историята на редакциите на оригиналната страница, както и на преводната страница, за да видите списъка на съавторите. ВАЖНО: Този шаблон се отнася единствено до авторските права върху съдържанието на статията. Добавянето му не отменя изискването да се посочват конкретни източници на твърденията, които да бъдат благонадеждни. |